# Geografia della Corea del Sud

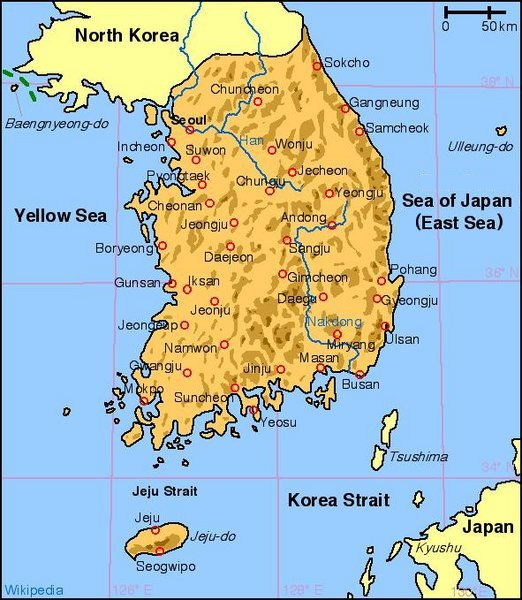
Mappa della Corea del Sud.

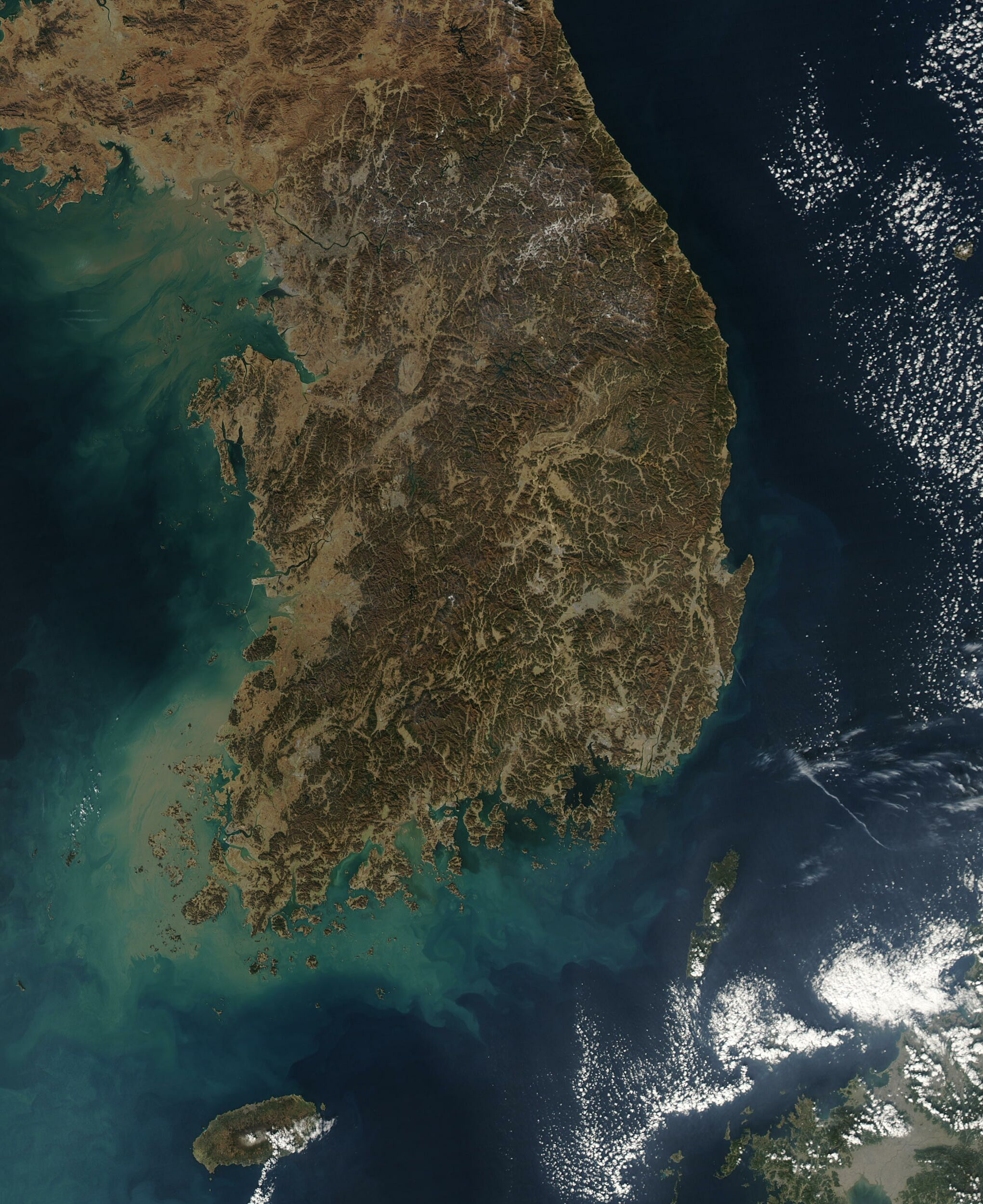
Immagine satellitare.

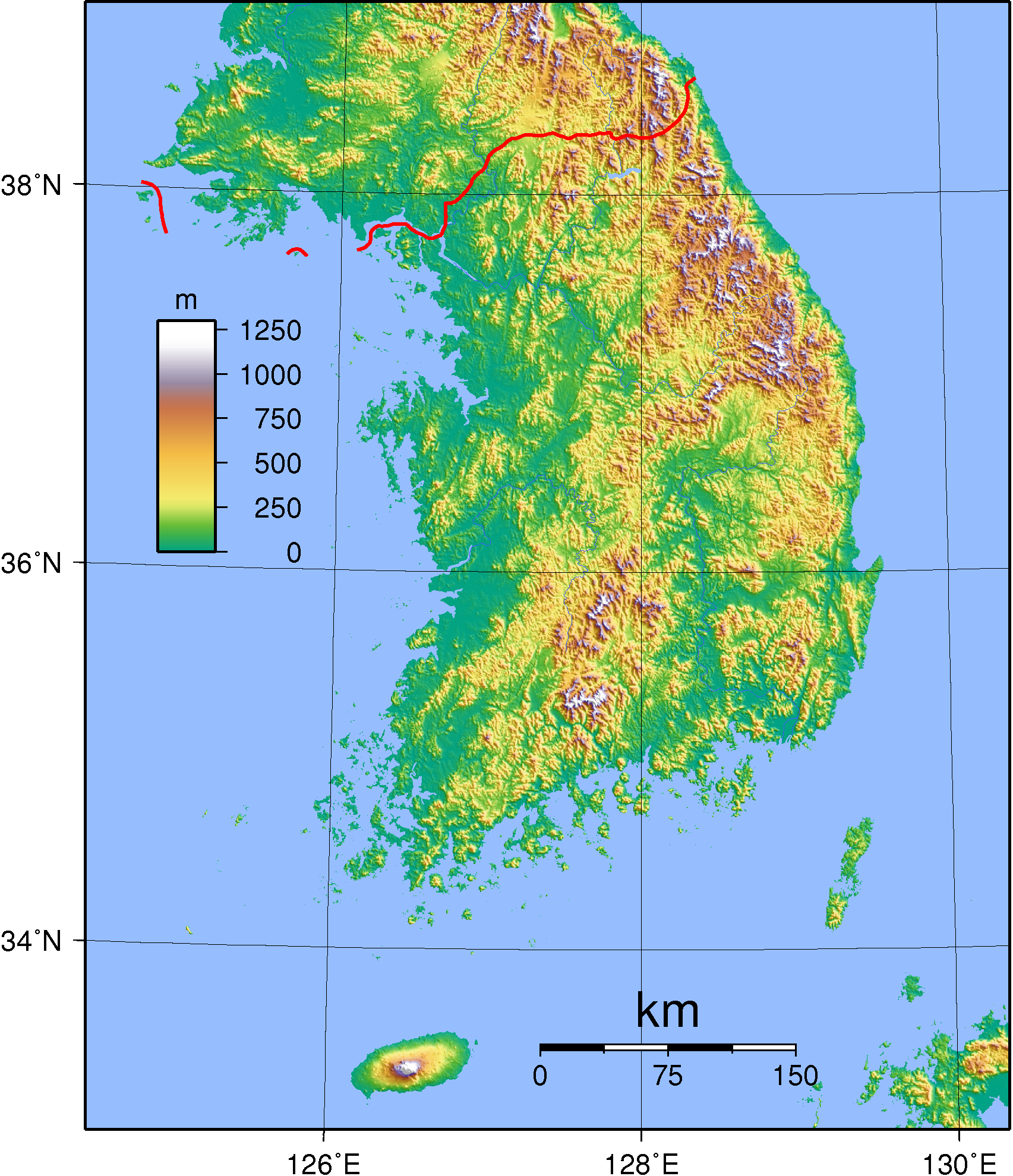
Topografia della Corea del Sud.

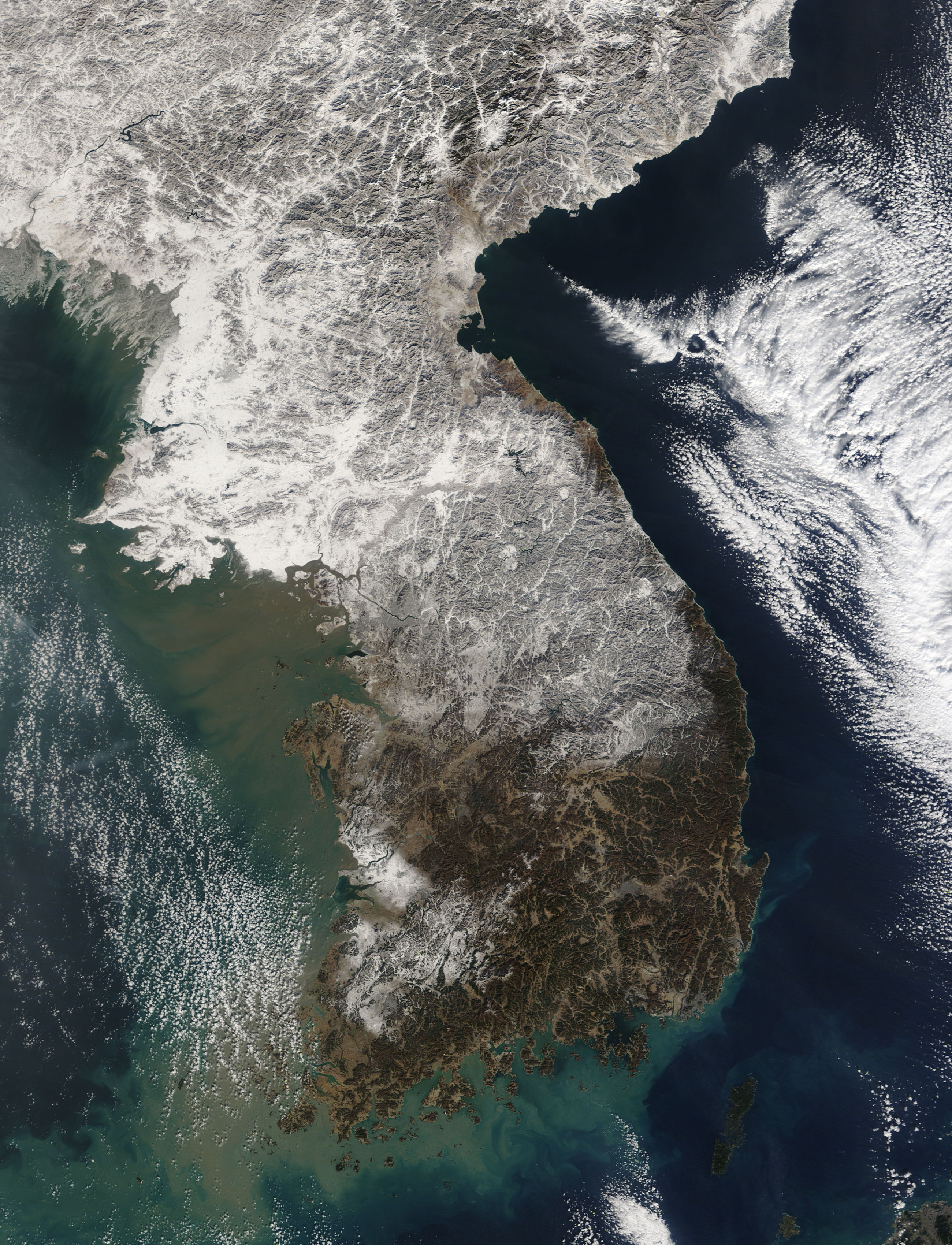
La penisola coreana il 3 gennaio 2010. A Seoul non nevicava così dal 1937.

La Corea del Sud è un Paese dell'Asia orientale. Occupa la porzione meridionale della penisola coreana. Il Paese confina con la Repubblica Democratica Popolare di Corea (Corea del Nord) a nord, il mare Orientale (mar del Giappone) a est, il mar Cinese Orientale a sud e il mar Giallo a ovest; a sud-est è separata dall'isola giapponese di Tsushima dallo stretto di Corea. La Corea del Sud occupa circa il 45 per cento della superficie dell'intera penisola. La capitale è Seul (Sŏul).
Tra la Corea del Sud e la Corea del Nord si estende una zona demilitarizzata (DMZ) larga 4 km istituita in base ai termini dell'armistizio del 1953 che pose fine ai combattimenti della guerra di Corea (1950-53). La DMZ, che si estende per circa 240 km, costituisce la linea militare del cessate il fuoco del 1953 e segue all'incirca i 38° N di latitudine (il 38º parallelo) dalla foce del fiume Han sulla costa occidentale della penisola coreana fino a una località poco a sud della città nordcoreana di Kosŏng sulla costa orientale.

## Morfologia
Geologicamente, la Corea del Sud è costituita in gran parte da rocce precambriane (risalenti a oltre 540 milioni di anni fa) quali graniti e gneiss. Il Paese è prevalentemente montuoso, con piccole vallate e strette pianure costiere. I monti Taebaek corrono in direzione grossomodo nord-sud lungo la linea costiera orientale e si spingono verso nord fin nella Corea del Nord, formando la linea spartiacque del Paese. Da essi si diramano alcune catene montuose disposte lungo un asse nord-est/sud-ovest. La più importante tra queste è quella dei monti Sobaek, che si snodano attraverso la penisola creando una sorta di «S» allungata. Nessuna montagna della Corea del Sud raggiunge altezze considerevoli: i monti Taebaek culminano con i 1708 m del monte Sŏrak nel nord-est, e i monti Sobaek culminano con i 1915 m del monte Chiri. La cima più elevata della Corea del Sud, vale a dire il monte Halla, un vulcano spento, sull'isola di Cheju, raggiunge i 1950 m sul livello del mare.
Alla Corea del Sud appartengono due isole vulcaniche - Cheju (Jeju), al largo dell'estremità meridionale della penisola, e Ullŭng, circa 140 km a est del continente nel mare Orientale - e un altopiano di lava di dimensioni contenute nella provincia del Kangwŏn. Inoltre, la Corea del Sud rivendica e occupa un gruppo di isolette rocciose - note variamente come rocce di Liancourt, isole Tok (Dok; in coreano) o isole Take (in giapponese) - circa 85 km a sud-est dell'isola di Ullŭng; queste isolette sono rivendicate anche dal Giappone.
Lungo il corso inferiore dei principali fiumi del Paese si trovano pianure abbastanza estese. Il litorale costiero orientale è relativamente diritto, mentre quelli occidentale e meridionale presentano una serie estremamente complessa di rías (insenature frastagliate) con molte isole. Le acque poco profonde del mar Giallo e la complessa struttura costiera coreana danno luogo ad alcune tra le maree più alte del mondo - fino a un massimo di 9 m a Inch'ŏn (Incheon), la porta d'ingresso di Seul.

## Idrografia
I tre fiumi principali della Corea del Sud sono,in ordine, il fiume Nakdong (낙동, 523 km), il fiume Han (한강, 514 km) e il fiume Geum (금,401 km) i quali hanno tutti le loro sorgenti nella catena dei Monti Taebaek. Quasi tutti i fiumi del Paese scorrono verso ovest o verso sud per sfociare nel mar Giallo o nel Mar Cinese Orientale; solamente pochi fiumi brevi e veloci scorrono verso est dai monti Taebaek. Il fiume Nakdong, il più lungo della Corea del Sud, scorre verso sud e sfocia nello stretto di Corea. L'Han e il Geum sfociano invece nel Mar Giallo. La portata di questi fiumi è altamente variabile, essendo maggiore durante gli umidi mesi estivi e considerevolmente inferiore negli inverni relativamente secchi. Inoltre il fiume Nakdong ha un fondale considerati tra i migliori del mondo.

## Suoli
La maggior parte dei suoli della Corea del Sud trae origine da graniti e gneiss. Sono comuni i suoli sabbiosi e quelli di colore bruno, generalmente ben percolanti e con poco contenuto di humus. Suoli podzolici (suoli forestali grigio-cenere), derivanti dal freddo della lunga stagione invernale, sono presenti sugli altopiani.

## Clima
Il fattore che influenza maggiormente il clima della penisola coreana è la sua vicinanza con la massa continentale asiatica. Questa dà luogo alle marcate escursioni termiche tra estate e inverno tipiche del clima continentale, ma determina anche i monsoni (venti stagionali) asiatici di nord-est che influiscono sull'andamento delle precipitazioni. L'escursione termica annuale è più grande nel nord e nelle regioni interne della penisola che nel sud e lungo la costa, riflettendo la relativa diminuzione delle influenze continentali in queste ultime regioni.
Il clima della Corea del Sud è caratterizzato da un inverno freddo e relativamente secco e da un'estate calda e umida. In inverno le temperature mensili medie minime scendono sotto lo zero tranne che lungo la costa meridionale. La temperatura media di gennaio a Seoul è di circa -5 °C, mentre a Pusan (Busan), sulla costa sud-orientale, è di circa 2 °C. Al contrario, le temperature estive sono relativamente uniformi in tutto il Paese; la temperatura mensile media di agosto (il mese più caldo) raggiunge al massimo i 25 °C circa.
Le precipitazioni annue variano tra i 900 e i 1500 mm sul continente. Taegu, sulla costa orientale, è la regione meno piovosa, mentre la costa meridionale è quella più umida; nella parte meridionale dell'isola di Cheju cadono annualmente oltre 1800 mm di pioggia. Fino a tre quinti delle precipitazioni annue cadono tra giugno e agosto, durante il monsone estivo, e la distribuzione annuale delle precipitazioni è ancora più marcata nell'estremo sud del Paese. Occasionalmente, a fine estate, i tifoni (cicloni tropicali) possono causare forti acquazzoni e tempeste lungo la costa meridionale. In inverno le precipitazioni cadono per lo più sotto forma di neve, e le nevicate più pesanti cadono sui monti Taebaek. I giorni liberi dal gelo variano da un minimo di 170 sugli altopiani settentrionali a oltre 240 sull'isola di Cheju.
| Mese           | Dic          | Gen          | Feb          | Mar          | Apr         | Mag         | Giu            | Lug            | Ago            | Set            | Ott            | Nov            |
| -------------- | ------------ | ------------ | ------------ | ------------ | ----------- | ----------- | -------------- | -------------- | -------------- | -------------- | -------------- | -------------- |
| Precipitazione | SICCITÀ      | SICCITÀ      | SICCITÀ      | SICCITÀ      | SICCITÀ     | SICCITÀ     | PIOGGIA / NEVE | PIOGGIA / NEVE | PIOGGIA / NEVE | PIOGGIA / NEVE | PIOGGIA / NEVE | PIOGGIA / NEVE |
| Temperatura    | FREDDA       | FREDDA       | FREDDA       | FREDDA       | CALDA       | CALDA       | CALDA          | CALDA          | CALDA          | CALDA          | MOLTO FREDDA   | MOLTO FREDDA   |
| Stagione       | Secca fredda | Secca fredda | Secca fredda | Secca fredda | Secca calda | Secca calda | Piovosa        | Piovosa        | Piovosa        | Piovosa        | Piovosa        | Piovosa        |

## Flora e fauna
La lunga estate calda e umida favorisce lo sviluppo di una vegetazione rigogliosa e varia. Nel Paese vivono circa 4500 specie vegetali. Un tempo le foreste ricoprivano circa i due terzi della superficie totale, ma, a causa della richiesta di legna per scaldarsi durante i lunghi e freddi inverni e dell'elevata densità di popolazione del Paese, la foresta originaria è quasi scomparsa. Fatta eccezione per le foreste di latifoglie sempreverdi che crescono nella stretta fascia subtropicale lungo la costa meridionale e sull'isola di Cheju, la maggior parte del Paese ospita foreste di latifoglie decidue e di conifere. Tra le specie di latifoglie sempreverdi tipiche figurano camelie e alberi della canfora, mentre nelle foreste decidue allignano querce, aceri, ontani, zelkove e betulle. I pini sono le specie più rappresentative del Paese; tra le altre conifere figurano pecci, larici e tassi. Tra le specie endemiche ricordiamo l'Abeliophyllum distichum (forsizia bianca o abelia coreana), un arbusto della famiglia delle Oleacee, e l'abete coreano (Abies koreana).
La fauna selvatica è simile a quella delle regioni settentrionali e nord-orientali della Cina. I grandi mammiferi più numerosi sono i cervi. Tigri, leopardi, linci e orsi, un tempo molto numerosi, sono quasi completamente scomparsi, perfino nelle aree più remote. Nel Paese vivono circa 380 specie di uccelli, la maggior parte dei quali migratori stagionali. Molte specie di pesci, rettili e anfibi della Corea del Sud sono minacciate dall'agricoltura intensiva e dall'inquinamento ambientale tranne che nella ZDM tra Corea del Nord e del Sud, che si è trasformata in una riserva naturale de facto. Un tempo area coltivata, e successivamente un campo di battaglia devastato, la ZDM è rimasta quasi indisturbata dalla fine delle ostilità nel 1953 ed è stata riconquistata dalla natura su vaste aree, trasformandosi in una delle aree naturali più vergini dell'intera Asia. Essa contiene molti ecosistemi, tra cui foreste, estuari e zone umide frequentate da uccelli migratori. La zona costituisce un santuario per centinaia di specie di uccelli, tra cui la gru dal collobianco del Giappone e la gru della Manciuria, entrambe minacciate di estinzione, ed è la dimora di dozzine di specie di pesci e di orsi dal collare, linci e altri mammiferi.